# Yorinaga Matsudaira
Yorinaga Matsudaira, 2e comte Matsudaira (松平頼寿) (10 décembre 1874 - 13 septembre 1944) est un homme politique japonais.

## Biographie
Yorinaga Matsudaira est le 8e fils de Matsudaira Yoritoshi, l'ancien daimyo du domaine de Matsuyama (actuelle préfecture d'Ehime). Sa mère, Chiyoko, est la fille de Ii Naosuke et sa femme est la fille de Tokugawa Akitake, chef de la branche de Mito (en) du clan Tokugawa.
Il étudie à l'école pour aristocrates Gakushūin puis, grâce au soutien financier d'Ōkuma Shigenobu, à la faculté de droit de l'université Waseda à Tokyo, en tant que fils aîné de Tokugawa Iesato. En 1909, il devient membre de la chambre des pairs et continue de siéger chaque année (sauf entre 1911 et 1914) jusqu'à sa mort.
Fervent partisan de l'éducation, il fait don d'une grande propriété dans le centre-ville de Tokyo pour créer l'école Hongo Gakuin.
En 1933, il devient vice-président de la chambre des pairs et brise le consensus que seuls les hommes portant le titre de prince ou de marquis peuvent siéger aux plus hautes positions. Quatre ans plus tard, lorsque Fumimaro Konoe devient Premier ministre du Japon, Yorinaga Matsudaira devient président de la chambre des pairs. Il meurt durant son mandat et est décoré à titre posthume de l'ordre du Soleil levant (1re classe avec des fleurs de Paulownia). Sa tombe se trouve au cimetière Yanaka de Tokyo.
Yorinaga Matsudaira est également un collectionneur réputé de bonsai et est président d'honneur de l'association Kofuku Bonsai. Sa collection compte un millier de spécimens mais la plupart sont détruits après sa mort durant la Seconde Guerre mondiale. Environ 200 spécimens ont été préservés par sa veuve qui a écrit l'article Manuel des arbres en pot nains en 1953 publié par le jardin botanique de Brooklyn. En 1975, elle publie un livre en japonais, Album de collection de bonsai de Matsudaira Mame qui comprend des photos du couple.

## Distinctions

### Décorations japonaises
- Grand cordon de l'ordre du Soleil levant (13 septembre 1944)
- Chevalier de l'Ordre du Trésor sacré (3e classe) (31 mai 1924)